# Heinrich Caro

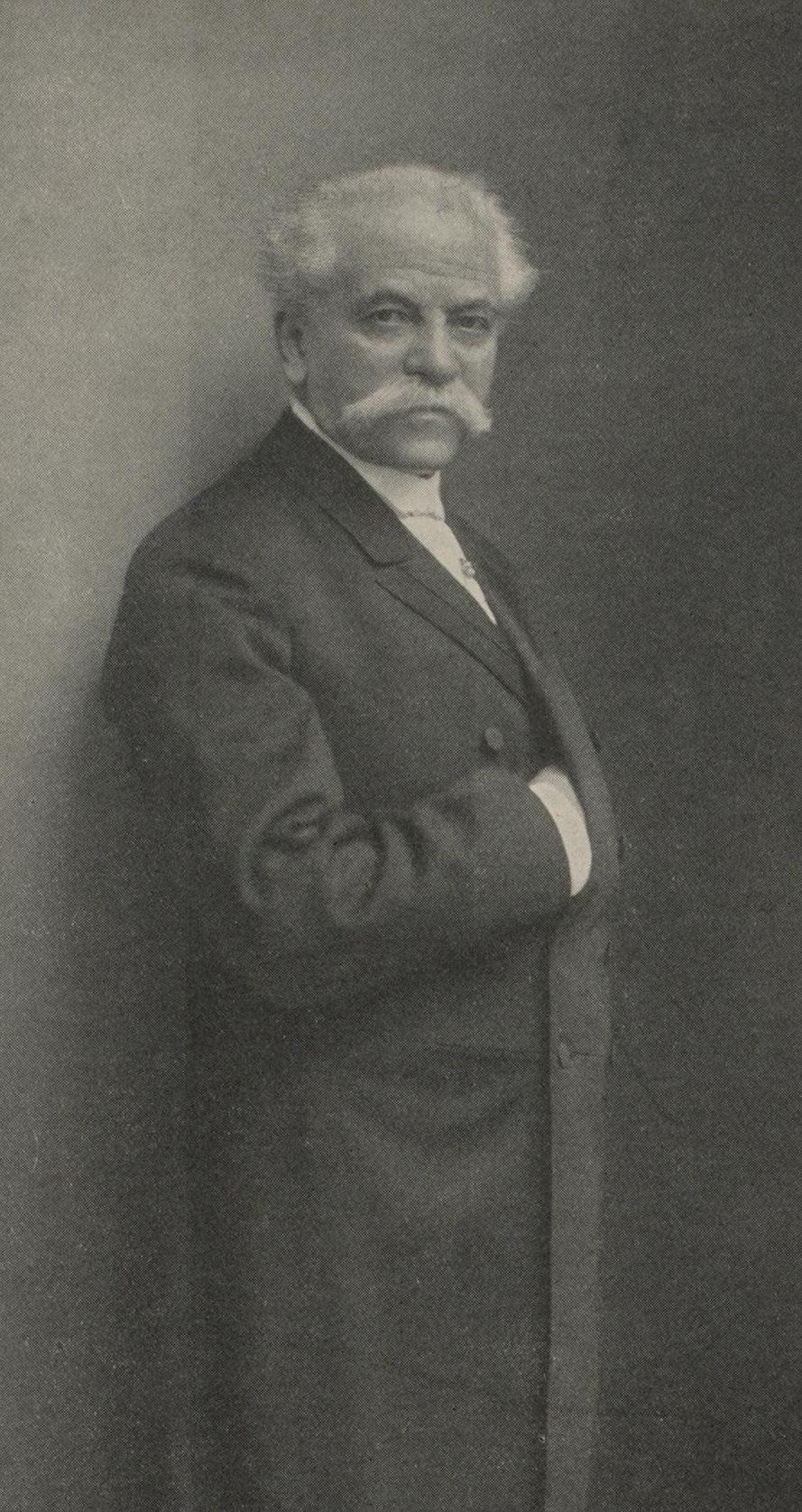
Heinrich Caro

Heinrich Caro (* 13. Februar 1834 in Posen; † 11. September 1910 in Dresden) war ein deutscher Chemiker.

## Leben und Leistungen
Caro war sephardisch-jüdischer Abstammung und wurde als Sohn eines Unternehmensleiters einer Getreidefirma in Posen geboren. Im Jahre 1842 ging er in Berlin auf ein Realgymnasium und studierte im Anschluss am Gewerbeinstitut Berlin und der Berliner Universität das Fach Chemie. Im Jahr 1855 ging er nach Mülheim a. d. Ruhr, um dort die Färberei und Kattundruckerei zu erlernen. 1856 war er Mitgründer des Vereins Deutscher Ingenieure (VDI). Im November 1859 reiste Caro nach Manchester zu einer Färberei und Druckerei (Roberts, Dale & Co.). Dort wurde er schnell Teilhaber einer neu angegliederten Farbenfabrik, weil er zu entscheidenden Verbesserungen bei der Mauvein-Herstellung beitragen konnte.
Als Caro in London war, lernte er Peter Grieß kennen. In dieser Zeit entwickelte er auch gelbe Farbstoffe (zum Beispiel: Amidoazobenzol und Indulin) und Dinitronaphthol und heiratete die Engländerin Sarah Eaton (1842–1917). Seine Kontakte reichten bis zu Ludwig Mond und Friedrich Engels. Ein Teil seiner Beschäftigten waren Caros Kinder.

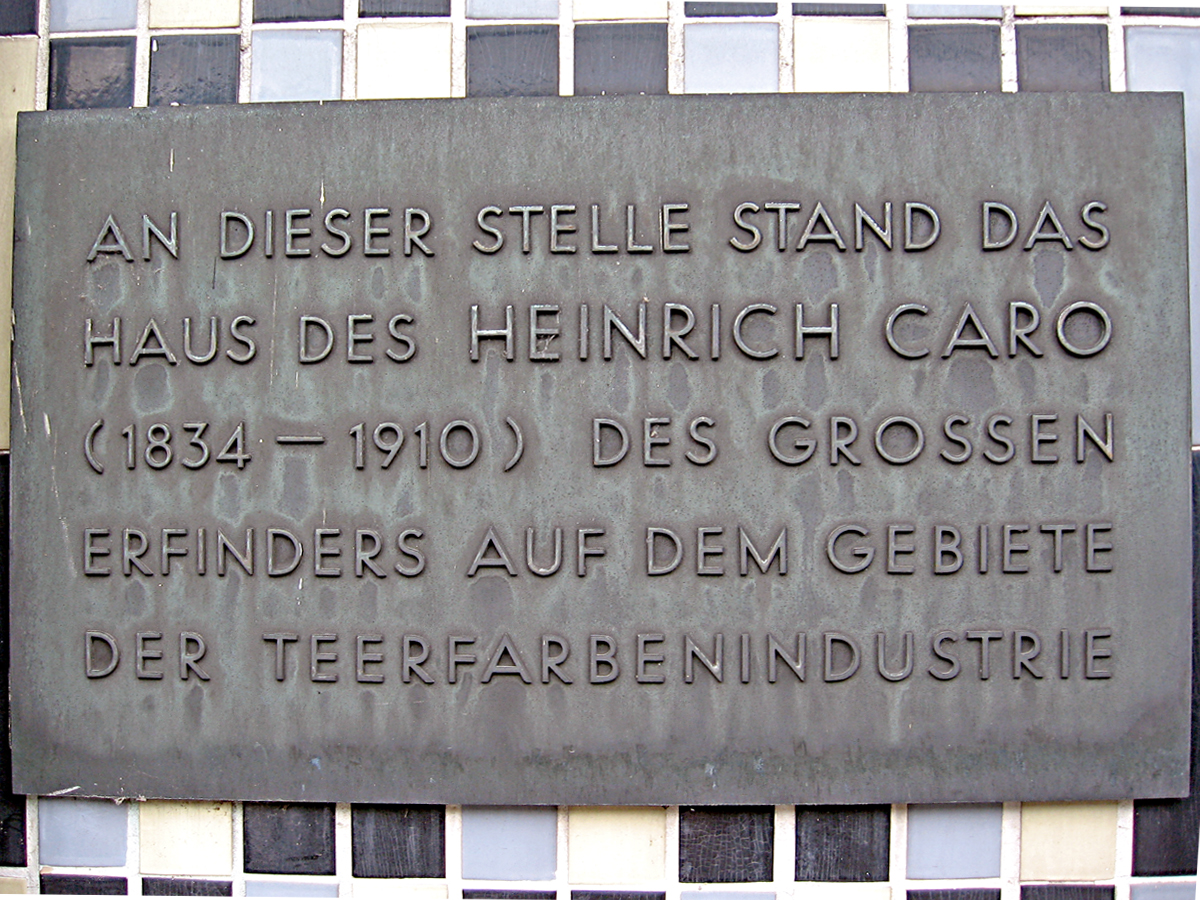
Gedenktafel an Caros ehemaligem Haus im Häuserblock C8, Mannheim

Gesundheitliche Probleme führten jedoch zu einer Rückkehr nach Deutschland. Im Jahre 1867 verkaufte er seine Firmenanteile, um in Palermo beim italienischen Chemiker Stanislao Cannizzaro die Strukturchemie der aromatischen Verbindungen zu studieren. Am 10. Mai 1865 wurde die Badische Anilin und Sodafabrik gegründet. Am 1. November 1868 wurde Caro mitleitender Direktor neben dem BASF-Gründer Friedrich Engelhorn, der BASF.
Carl Graebe und Carl Liebermann, die eine Synthese des Alizarins entdeckt hatten, kamen 1869 in Verbindung mit Caro. Neben dem Aufbau eines firmeneigenen Forschungslabors war sein erstes großes Projekt die großtechnische Synthese von Alizarin. Die gleichen Vorarbeiten von Carl Graebe und Carl Liebermann nutzend, meldete nur einen Tag später auch William Henry Perkin das gleiche Verfahren zum Patent an. Beide einigten sich jedoch schnell auf eine gemeinsame Vermarktung, was letztlich der BASF internationales Ansehen und Zugang zum Weltmarkt brachte.
Im Jahre 1876 gründete Caro zusammen mit Otto Nikolaus Witt durch die Entdeckung von Chrysoidin die Azofarbstoffindustrie. Ein Jahr später ließ sich Caro das von ihm 1876 hergestellte Methylenblau, als erstes Patent auf Farben in Deutschland, patentieren. Später synthetisierte er zusammen mit Adolf von Baeyer einen Indigofarbstoff (Kleines Indigo).

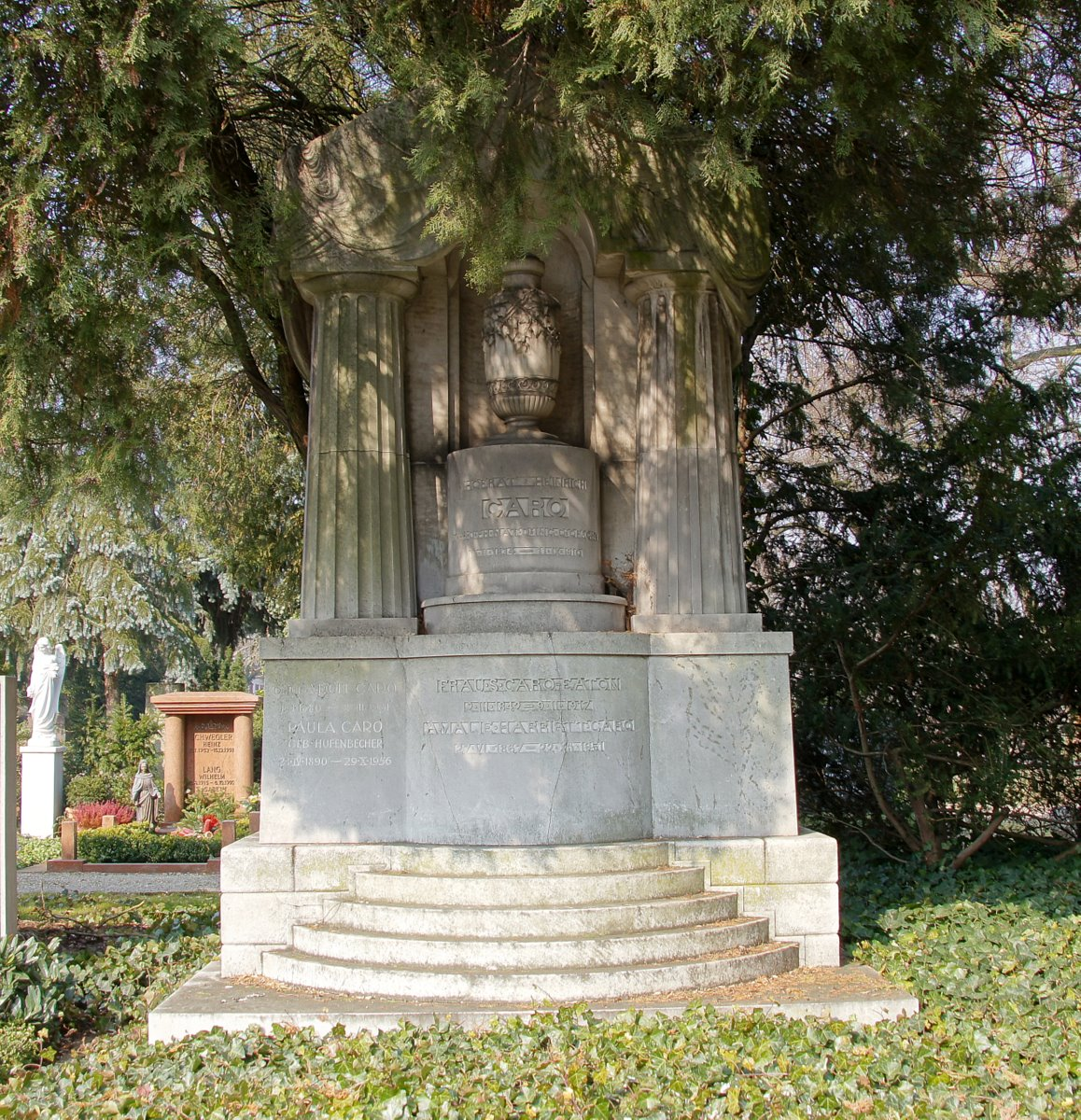
Grab Caros in Mannheim

Zu seinen weiteren Arbeiten zählten die Entwicklung von Echtrot, Eosin (1871), Malachitgrün und Aurin und die Isolierung von Acridin. Caros Säure, Peroxomonoschwefelsäure (H2SO5), wurde nach ihm benannt. 1884 wurde Caro Vorstandsmitglied der BASF und wechselte 1890 in den Aufsichtsrat. In den Jahren 1892 und 1893 war er Vorsitzender des Vereins Deutscher Ingenieure.
Sein Grabmal auf dem Hauptfriedhof Mannheim ist eine Marmorädikula auf getrepptem Sockel mit Segmentausbuchtung. Dorische Säulen und Dreiecksgiebel mit Palmwedelrelief und Drapierung. In der Mitte eine gestreckte, ornamentierte, mit Efeu umlegte Scheinurne auf einem Postament in der Nische.
Caro war Ehrendoktor mehrerer Universitäten und badischer Hofrat. 1897 verlieh ihm der VDI die Ehrenmitgliedschaft. Ebenso war er Ehrenmitglied des Mannheimer, des Niederrheinischen und des Pfalz-Saarbrücker Bezirksvereins des VDI. Ihm zu Ehren wurde eine Straße in der Maxdorfer BASF-Siedlung Carostraße benannt.